# Сабієв Дмитро Олександрович
Дмитро Олександрович Сабієв (нар. 5 липня 2004, Кіровоград, Україна) — український футболіст, центральний захисник клубу ЮКСА.

## Життєпис
Народився в Кіровограді. Вихованець академії місцевої «Зірки», у футболці якої з 2015 по 2022 рік виступав у юнацькому чемпіонаті Кіровоградської області та ДЮФЛУ. В останньому з вище вказаних турнірів відзначився 5-ма голами у 48-ми матчах. Дорослу футбольну кар'єру розпочав 2022 року в складі головної команди «Зірки», за яку провів 1 поєдинок в аматорському чемпіонаті України.
Наприкінці липня 2023 року опинився в структурі «Кременя», де одразу ж опинився у другій команді. Вперше до заявки головної команди клубу потрапив 28 липня 2023 року в нічийному (0:0) виїзному поєдинку 1-го туру Першої ліги України проти запорізького «Металурга», але просидів усі 90 хвилин на лаві запасних. За «Кремінь» дебютував 3 серпня 2023 року в програному (0:3) виїзному поєдинку другого раунду кубку України проти «Кудрівки». Дмитро вийшов на поле в стартовому складі та відіграв увесь матч. У Другій лізі України дебютував за «Кремінь-2» 6 серпня 2023 року в програному (0:3) домашньому поєдинку 1-го туру проти борщагівської «Чайки». Сабієв вийшов на поле в стартовому складі та відіграв увесь матч. У сезоні 2023/24 років провів 22 поєдинки за «Кремінь-2» у Другій лізі та 1 матч за «Кремінь» у кубку України. Наступного сезону переведений до першої команди «Кременя». У Першій лізі України дебютував 9 серпня 2024 року в програному (0:1) виїзному поєдинку 1-го туру групи Б проти запорізького «Металурга». Дмитро вийшов на поле в стартовому складі та відіграв увесь матч. У першій половині сезону 2024/25 років провів 15 поєдинків за «Кремінь».
13 березня 2025 року підписав 1,5-річний контракт з «Металістом 1925». Вперше до заявки першої команди потрапив 6 квітня 2025 року в програному (0:1) виїзному поєдинку 1-го туру чемпіонського раунду Першої ліги України проти харківського «Металіста», але просидів усі 90 хвилин на лаві запасних. За резервну команду «Металіста 1925» дебютував 10 квітня 2025 року в нічийному (1:1) виїзному поєдинку 13-го туру групи Б Другої ліги України проти полтавської «Ворскли-2». Дмитро вийшов на поле в стартовому складі та відіграв увесь матч.